# Filmfestivalen i Berlin 2014

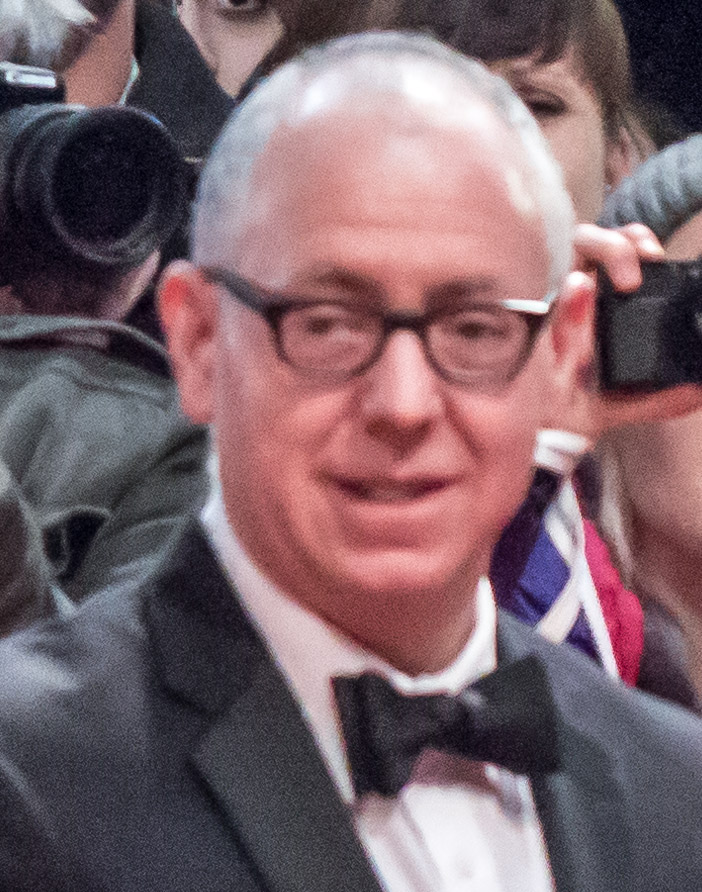
James Schamus, ordförande för tävlingsjuryn

Filmfestivalen i Berlin 2014 (tyska: 64. Internationalen Filmfestspiele Berlin) var den 64:e officiella upplagan av filmfestivalen i Berlin. Den gick av stapeln från sjätte till 16 februari 2014 i Berlin, Tyskland. Öppningsfilm var The Grand Budapest Hotel av den amerikanske regissören Wes Anderson. Guldbjörnen gick till den kinesiska filmen Black Coal, Thin Ice av Diao Yinan.

## Huvudtävlan
Följande filmer valdes ut till huvudtävlan:
| Svensk titel                            | Ursprungstitel             | Regissör            | Produktionsland                                   |
| --------------------------------------- | -------------------------- | ------------------- | ------------------------------------------------- |
|                                         | Praia do Futuro            | Karim Aïnouz        | Brasilien och Tyskland                            |
|                                         | Zwischen Welten            | Feo Aladag          | Tyskland                                          |
| The Grand Budapest Hotel – öppningsfilm | The Grand Budapest Hotel   | Wes Anderson        | Storbritannien och Tyskland                       |
|                                         | Jack                       | Edward Berger       | Tyskland                                          |
|                                         | La voie de l'ennemi        | Rachid Bouchareb    | Frankrike, Algeriet, Förenta staterna och Belgien |
| Marias väg                              | Kreuzweg                   | Dietrich Brüggemann | Tyskland                                          |
| '71                                     | '71                        | Yann Demange        | Storbritannien                                    |
| Black Coal, Thin Ice                    | 白日焰火 Bai ri yan huo    | Diao Yinan          | Kina                                              |
|                                         | Μικρό Ψάρι Mikro psari     | Yannis Economides   | Grekland, Tyskland och Cypern                     |
|                                         | Die geliebten Schwestern   | Dominik Graf        | Tyskland                                          |
| Boyhood                                 | Boyhood                    | Richard Linklater   | Förenta staterna                                  |
|                                         | Aloft                      | Claudia Llosa       | Spanien, Kanada och Frankrike                     |
|                                         | 推拿 Tui na                | Lou Ye              | Kina och Frankrike                                |
|                                         | Kraftidioten               | Hans Petter Moland  | Norge                                             |
|                                         | Macondo                    | Sudabeh Mortezai    | Österrike                                         |
|                                         | La tercera orilla          | Celina Murga        | Argentina, Tyskland och Nederländerna             |
|                                         | Historia del miedo         | Benjamin Naishtat   | Argentina, Uruguay, Tyskland och Frankrike        |
|                                         | 無人區 Wu ren qu           | Ning Hao            | Kina                                              |
|                                         | Aimer, boire et chanter    | Alain Resnais       | Frankrike                                         |
|                                         | 小さいおうち Chiisai ouchi | Yoji Yamada         | Japan                                             |

## Jury
Följande satt juryn för huvudtävlan:
- James Schamus, amerikansk producent och manusförfattare, juryordförande
- Barbara Broccoli, amerikansk producent
- Trine Dyrholm, dansk skådespelerska
- Mitra Farahani, iransk regissör
- Greta Gerwig, amerikansk skådespelerska och regissör
- Michel Gondry, fransk filmare
- Tony Leung Chiu Wai, kinesisk skådespelare
- Christoph Waltz, österrikisk-tysk skådespelare

## Priser
Huvudtävlan:
- Guldbjörnen – Black Coal, Thin Ice av Diao Yinan
- Silverbjörnen
  - Juryns stora pris – The Grand Budapest Hotel av Wes Anderson
  - Alfred Bauer-priset – Aimer, boire et chanter av Alain Resnais
  - Bästa regi – Richard Linklater för Boyhood
  - Bästa skådespelerska – Haru Kuroki i Chiisai ouchi
  - Bästa skådespelare – Liao Fan i Black Coal, Thin Ice
  - Bästa manus – Dietrich Brüggemann och Anna Brüggemann för Marias väg
  - Bästa tekniska insats – Zeng Jian för fotot i Tui na